# Jean Berthelot
Pour les articles homonymes, voir Berthelot.
Jean Berthelot, né le 26 août 1897 à Boult-sur-Suippe et mort le 13 décembre 1985 à Créteil, est un ingénieur français qui a été secrétaire d'État aux Transports et aux Communications sous le régime de Vichy.

## Biographie
Jean Louis Joseph Edmond Berthelot naît à Boult-sur-Suippe, fils d'Émile Désiré et d'Aline Louise David.
Il intègre l'École polytechnique (promotion 1919S) dont il sort major en 1921, puis intègre le corps des Mines.
Le 19 août 1922, il épouse Jeanne Barbusse. Leur unique enfant, né le 14 décembre 1925, sera médecin généraliste à Paris. 
En 1931, il travaille  à la Compagnie des chemins de fer d'Orléans puis en 1938 devient le directeur de cabinet du Ministre des Travaux Publics, Anatole de Monzie, poste qu'il cumule en juillet 1939 avec celui de directeur général adjoint de la SNCF, créée un an plus tôt.
Après l'armistice de juin 1940, il siège à la Commission d'armistice de Wiesbaden et le 7 septembre 1940, il est nommé secrétaire d'État aux Transports et aux Communications dans le gouvernement de Vichy. En tant que secrétaire d'État aux Transports, il inspecte en Algérie les travaux de la voie ferrée Méditerranée-Niger. Aux PTT, il met en œuvre les interceptions postales et téléphoniques demandées par le régime de Vichy et participe à l’épuration des juifs et des francs-maçons. Il est renvoyé le même mois. Il est rappelé après le départ de Pierre Laval du gouvernement quelques semaines plus tard, en décembre 1940, au même poste, qu'il occupera sous les gouvernements Flandin et Darlan. Lors du retour de Laval, en avril 1942, il est remplacé par Robert Gibrat (un X-Mines comme lui) et réintègre la SNCF comme adjoint au directeur général Robert Le Besnerais.
Après la Libération, en juillet 1946, la Haute Cour de justice le condamne à deux ans de détention et à l'indignité nationale. 
Sa femme, Jeanne, demande le divorce. Il épouse Odette Espy et vit entre ses propriétés de Sucy-en-Brie (Seine-et-Oise puis Val-de-Marne) et Villeneuve-les-Avignon (Gard). Il meurt le 13 décembre 1985 à Créteil et est enterré au cimetière du Père-Lachaise à Paris.

## Publication
- Sur les rails du pouvoir, Robert Laffont, 1968.